# Kasel (bei Trier)
Kasel település Németországban, Rajna-vidék-Pfalz tartományban. Lakosainak száma 1319 fő (2023. december 31.).

## Népesség
A település népességének változása:
| Lakosok száma | 1132 | 1314 | 1321 | 1285 | 1304 | 1319 |
|               | 1975 | 2017 | 2019 | 2021 | 2022 | 2023 |